# This Is Elodie
This Is Elodie è il terzo album in studio della cantante italiana Elodie, pubblicato il 31 gennaio 2020 dalla Universal Music Group in formato digitale e il 7 febbraio successivo in formato fisico.
Il disco figura al suo interno il singolo Andromeda, con il quale la cantante ha preso parte al 70º Festival di Sanremo, classificandosi al 7º posto. L'album è stato il più venduto di un'artista femminile in Italia nel 2020.

## Descrizione
L'album è stato realizzato tra il 2018 e il 2019, durante il quale Elodie ha registrato oltre settanta canzoni, selezionandone sedici, scritte da quarantacinque autori e diciassette produttori. L'album ha visto la partecipazione di numerosi autori e produttori, tra cui Dardust, Mahmood, Max Brigante, Jacopo Pesce, Neffa, Marracash, Levante e Takagi & Ketra, e la sperimentazione di diversi generi musicali, tra cui pop e hip hop, con contaminazioni reggaeton, soul e urban. La cantante ha raccontato la scelta artistica in un'intervista a Rolling Stone Italia:

In un'intervista concessa alla rivista Onstage, la cantante ha descritto l'album come se fosse il suo primo progetto musicale, in quanto principalmente attiva sia dal punto di vista dei testi sia riguardo alla direzione musicale:

## Promozione
L'album è stato anticipato da alcune collaborazioni pubblicate tra il 2018 e il 2019, tra cui Nero Bali, insieme a Michele Bravi e Gué Pequeno, e Margarita, insieme a Marracash, singoli entrambi certificati doppio disco di platino dalla FIMI. Nell'album è compreso anche il singolo Pensare male inciso con il gruppo The Kolors.
Nel mese di gennaio 2020 vengono pubblicati per il solo download digitale i singoli Non è la fine con Gemitaiz e Mal di testa con Fabri Fibra. This Is Elodie è stato pubblicato in formato digitale e streaming il 31 gennaio 2020, cinque giorni prima della partecipazione con il brano Andromeda al 70º Festival di Sanremo, una scelta decisa dalla cantante e dall'etichetta discografica al fine di «rompere certi schemi della discografia italiana, che a volte è un po' troppo pigra». Andromeda è in seguito entrato al sesto posto della Top Singoli, venendo in seguito certificato disco d'oro dalla FIMI. Al termine del festival This Is Elodie è stato reso disponibile anche l'edizione fisica su CD, a partire dal 7 febbraio 2020.
Il 13 maggio viene estratto come ottavo singolo Guaranà, brano contenuto nella sola riedizione in streaming dell'album. Il 24 maggio 2021 This Is Elodie è stato certificato disco di platino dalla FIMI per le oltre 50 000 unità vendute.

## Accoglienza
| Recensione       | Giudizio |
| ---------------- | -------- |
| All Music Italia | 7,5/10   |
| Newsic           | 7/10     |
| Ondarock         | 5,5/10   |
| Rockol           | 7/10     |

This Is Elodie ha ricevuto recensioni generalmente positive da parte della critica specializzata, che ne ha apprezzato la capacità dell'artista di sperimentare nuovi generi musicali.
Mattia Marzi di Rockol scrive che Elodie si è costruita «un'altra identità» rispetto ai progetti precedenti, attraverso un album in cui «sembra divertirsi a provare tanti abiti diversi», ottenendo un progetto che «non ha né un centro né una direzione sonora precisa o quantomeno predominante», concludendo che This Is Elodie sia «una fotografia del pop italiano 3.0». Fabio Fiume di All Music Italia scrive che nel progetto è visibile «un percorso di donna non indifferente» al panorama musicale italiano, producendo brani con «una propria forza mediatica e radiofonica». Sebbene riscontri che le tracce siano «molto poco suonate, figlie di tanto lavoro di studio», afferma che il risultato sia «curato, completo, figlio dei tempi ma dotato di diverse canzoni che non risulteranno vecchie già domani», tra cui Non è la fine, Lontano e Apposta per noi.
Gabriele Antonucci, recensendo l'album per Panorama, definisce l'album «curato, fresco e coinvolgente», in cui la cantante «mette in mostra la crescita» sia dal punto di vista vocale che di scelte artistiche. Antonucci apprezza i diversi generi musicali presenti, concepiti come una «tavolozza ricca di colori diversi». Anche Luca Dondoni de La Stampa si sofferma sulle differenti sonorità dell'album, descrivendolo come «un progetto ambizioso» per l'artista. Gabriele Fazio di Agenzia Giornalistica Italia sottolinea che sebbene la natura dell'album sia «spudoratamente commerciale», il progetto risulti «gradevole» e con «un'intuizione che si spinge ben oltre il sound del tormentone».

## Tracce
1. Andromeda – 3:22 (testo: Alessandro Mahmoud – musica: Dario Faini)
2. Non è la fine (feat. Gemitaiz) – 3:10 (testo: Julia Lenti, Davide De Luca – musica: Giuseppe D'Albenzio)
3. Vocale #1 – 0:16
4. Margarita (con Marracash) – 2:57 (testo: Lorenzo Fragola, Carlo Coraggio, Federico Bertollini, Fabio Rizzo – musica: Alessandro Merli, Fabio Clemente)
5. Lupi mannari – 3:04 (testo: Simone Cremonini – musica: Stefano Tognini)
6. Mal di testa (con Fabri Fibra) – 2:37 (Giovanni Pellino, Fabrizio Tarducci)
7. Sposa (feat. Margherita Vicario) – 2:56 (testo: Gianluca Giuseppa Servetti, Margherita Vicario – musica: Davide Pavanello)
8. Vocale #2 – 0:35
9. Vado a ballare da sola (feat. Lazza e Low Kidd) – 3:22 (Riccardo Scirè, Adel Al Kassem, Jacopo Lazzarini, Lorenzo Paolo Spinosa)
10. Apposta per noi – 3:16 (Davide Simonetta, Gianluca Fiorulli, Stefano Paviani)
11. Superbowl – 2:10 (Gianluigi Fazio, Edwyn Roberts, Leo Pari, Marco Zitelli)
12. Diamanti (feat. Ernia) – 2:57 (testo: Alex Vella, Emanuele Lovito, Matteo Professione – musica: Massimiliano Dagani)
13. Lontano – 3:16 (Andrea Bonomo, Enrico Zoni, Roberto Casalino)
14. Vocale #3 – 0:22
15. Nero Bali (con Michele Bravi e Gué Pequeno) – 3:03 (testo: Alessandro Mahmoud, Cosimo Fini – musica: Dario Faini)
16. Rambla (feat. Ghemon) – 3:20 (Alessandro Raina, Davide Simonetta, Giovanni Luca Picariello)
17. Pensare male (con The Kolors) – 3:29 (testo: Antonio "Stash" Fiordispino, Davide Petrella – musica: Antonio "Stash" Fiordispino, Davide Petrella, Anna Romano, Livio Giovannucci)
18. Niente canzoni d'amore – 3:25 (testo: Fabio Rizzo, Federica Abbate – musica: Piermarco Gianotti)
19. In fondo non c'è – 3:47 (Claudia Lagona, Antonio Filippelli, Fabrizio Martorelli)

Tracce bonus nell'edizione digitale
1. Andromeda (Merk & Kremont x BB Team Remix) – 2:58 (testo: Alessandro Mahmoud, Francesca Calearo – musica: Dario Faini)
2. Andromeda RMX (feat. Madame) – 3:30 (testo: Alessandro Mahmoud, Francesca Calearo – musica: Dario Faini)

Traccia bonus nella riedizione in streaming
1. Guaranà – 3:14 (Davide Petrella, Dario Faini)

## Classifiche

### Classifiche settimanali
| Classifica (2020) | Posizione massima |
| ----------------- | ----------------- |
| Italia            | 6                 |

### Classifiche di fine anno
| Classifica (2020) | Posizione |
| ----------------- | --------- |
| Italia            | 22        |